# PVT Polizei, Verkehr + Technik
PVT Polizei, Verkehr + Technik (kurz PVT) ist eine Fachzeitschrift für Innere Sicherheit. Sie erscheint seit 1956 und wird von Führungskräften der Organe der inneren Sicherheit herausgegeben. Autoren und Redakteure sind typischerweise Fachkräfte aus den Polizeien des Bundes und der Länder.

## Historie
PVT erscheint seit 1956 und wurde ursprünglich von der Polizeischule für Technik und Verkehr in Essen herausgegeben. Vor 1982 erschien sie unter dem Namen Polizei, Technik, Verkehr bei der Polizei, Technik und Verkehrs-Verlagsgesellschaft in Wiesbaden. Von 1982 bis 2010 erschien sie beim Verlag Schmidt-Römhild, danach bei MCW Media & Consulting Wehrstedt, 2015 übergegangen in EMW Exibition & Media Wehrstedt.

## Erscheinungsweise und Auflage
Die PVT erscheint alle 2 Monate mit 6 Ausgaben pro Jahr. Sie ist sowohl als Print- als auch als PDF-Ausgabe erhältlich. Die Auflagenhöhe beträgt 850 in der Druckausgabe sowie 420 in der PDF-Ausgabe (Stand Anfang 2023). Nach eigenen Angaben hat sie eine recht hohe Reichweite, da alleine jedes Druckexemplar durchschnittlich rund 32 Leserinnen und Leser erreicht. Die PDF Ausgabe wird häufig in dienstliche Netze gestellt und erreicht damit eine weitere nicht quantifizierbare Leserschaft.

## Inhaltliche Ausrichtung
Die PVT berichtet zu Themen wie
- Polizei- und Verkehrsmanagement
- Digitalisierung, Informations- und Kommunikationstechnologie
- Fahrzeug- und Verkehrstechnik
- Waffen- und Gerätewesen
- Einsatzbezogene Ausstattung und Bekleidung
- Kriminal- und Labortechnik
- BTM-Nachweis
- ABC-Schutz und Kampfmittelbeseitigung
- Sicherheitstechnik
- Notfall-, Rettungs- und Sanitätsausrüstung

## Herausgeber
Als Herausgeber fungieren Abteilungsleiterinnen und Abteilungsleiter der Innenresorts des Bundes und der Länder und der Präsident der Deutschen Hochschule der Polizei (AK II der IMK), der Präsident der Bundespolizei sowie der Inspekteur der Bereitschaftspolizeien der Länder. Stand Anfang 2023 sind dies:
- Christian Klos, Ministerialdirektor des Bundesministerium des Innern und für Heimat
- Dieter Romann, Präsident des Bundespolizeipräsidiums
- Andreas Backhoff, Inspekteur der Bereitschaftspolizeien der Länder, Bundesministerium des Innern und für Heimat, Inspekteur der Bereitschaftspolizeien der Länder
- Hans-Jürgen Lange, Präsident der Deutschen Hochschule der Polizei
- Stefanie Hinz, Landespolizeipräsidentin, Ministerium für Inneres, Digitalisierung und Migration Baden-Württemberg
- Michael Schwald, Bayrischer Landespolizeipräsident, Bayerisches Staatsministerium des Inneren, für Sport und Integration
- Klaus Zuch, Senatsdirigent Senatsverwaltung für Inneres, Digitalisierung und Sport, Berlin
- Anja Germer, Ministerialdirigentin, Ministerium des Innern und für Kommunales des Landes Brandenburg
- Kathrin Schuol, Leitende Kriminaldirektorin, Behörde für Inneres und Sport, Freie und Hansestadt Hamburg
- Robert Schäfer, Landespolizeipräsident, Hessisches Ministerium des Innern und für Sport
- Berthold Witting, Ministerialdirigent, Ministerium für Inneres, Bau und Digitalisierung Mecklenburg-Vorpommern
- Axel Brockmann, Landespolizeipräsident, Niedersächsisches Ministerium für Inneres und Sport
- Dieter Keip, Ministerialdirigent, Ministerium des Innern und für Sport, Rheinland-Pfalz
- Thorsten Weiler, Leiter Abteilung D Polizeiangelegenheiten & Bevölkerungsschutz, Ministerium für Inneres, Bauen und Sport, Saarland
- Jörg Kubiessa, Landespolizeipräsident Sächsisches Staatsministerium des Innern
- Christiane Bergmann, Ministerialdirigentin Ministerium für Inneres und Sport des Landes Sachsen-Anhalt
- Torsten Holleck, Ministerialdirigent, Ministerium für Inneres, Kommunales, Wohnen und Sport, Schleswig-Holstein
- Frank-Michael Schwarz, Ministerialdirigent, Thüringer Ministerium für Inneres und Kommunales